# Nationaal park Chư Yang Sin
Chư Yang Sin National Park is een  Nationaal park in de provincie Đắk Lắk van Vietnam. Dit nationale park werd in 2002 ingesteld.  Met een totale oppervlakte van 58.947 ha is het een van de grootste natuurparken van Vietnam.

## Flora en fauna
In het laagland onder de 800 m boven zeeniveau vindt men semi groenblijvende bos, bamboebos en 10.600 ha coniferen, voornamelijk Pinus kesiya. Dit naaldbos is secundair bos dat ontstond na afbranden. Half open landschap en graslanden bedekken minder dan 1% van het oppervlak. Boven de 800 m is er montaan bos met veel boomsoorten uit de families van de napjesdragersfamilie (Fagaceae) en Laurierfamilie (Lauraceae). 
Er zijn acht endemische vogelsoorten: Germains pauwfazant (Polyplectron germaini), langbiansibia (Crocias langbianis), zwartkoplijstergaai (Garrulax milleti), zwartoorlijstergaai (G. vassali), roestkraaglijstergaai (Trochalopteron yersini), annamkruiplijster (Jabouilleia danjoui]), grijsmaskertimalia (Macronus kelleyi) en geelsnavelboomklever (Sitta solangiae). Van deze vogelsoorten is de langbiansibia het belangrijkst; deze vogel is een bedreigde soort op de Rode Lijst van de IUCN maar hier nog redelijk algemeen.
Er zijn 46 soorten zoogdieren waargenomen waaronder ook soorten van de internationale rode lijst zoals de kleine plompe lori (Nycticebus pygmaeus) en de goudwanggibbon (Nomascus gabriellae).